# Thomas Frei
Thomas Frei (ur. 17 kwietnia 1980 w Davos) – szwajcarski biathlonista. Zadebiutował w biathlonie w rozgrywkach Pucharu Europy w roku 2007.
Starty w Pucharze Świata rozpoczął zawodami w Oberhofie w roku 2008 zajmując 32. miejsce w sprincie. Jego najlepszy dotychczasowy wynik w Pucharze Świata to 3. miejsce w sprincie w Pokljuce w sezonie 2009/10.
Na Mistrzostwach Europy w roku 2007 w Bansko zajął 29. miejsce w biegu indywidualnym, 32. w sprincie i 29. w biegu pościgowym.
Na Mistrzostwach świata w roku 2008 w Östersund zajął 70. miejsce w biegu indywidualnym, 37. w sprincie, 58. w biegu pościgowym oraz 18. w sztafecie. Na Mistrzostwach świata w roku 2009 w Pjongczangu zajął 64. miejsce w biegu indywidualnym, 65. w sprincie i 8. w sztafecie.
Po sezonie 2010/2011 ogłosił zakończenie kariery.

## Osiągnięcia

### Zimowe Igrzyska Olimpijskie
| 2010 Vancouver/Whistler (Kanada) | 16. miejsce (IN), 13. miejsce (SP), 12. miejsce (PU), 24. miejsce (MS), 9. miejsce (RL) |

### Mistrzostwa Świata
| 2008 Östersund (Szwecja)             | 70. miejsce (IN), 37. miejsce (SP), 58. miejsce (PU), 18. miejsce (RL) |
| 2009 P'yŏngch'ang (Korea Południowa) | 64. miejsce (IN), 65. miejsce (SP), 8. miejsce (RL)                    |

### Puchar Świata

#### Miejsca w klasyfikacji generalnej
| Sezon     | Miejsce |
| --------- | ------- |
| 2007/2008 | 89.     |
| 2008/2009 | 77.     |
| 2009/2010 | 39.     |

#### Miejsca na podium w zawodach chronologicznie
| Lp. | Dzień      | Rok  | Miejscowość | Konkurencja     | Lokata | Pudła | Czas biegu  | Strata  | Zwycięzca      |
| --- | ---------- | ---- | ----------- | --------------- | ------ | ----- | ----------- | ------- | -------------- |
| 1.  | 19 grudnia | 2009 | Pokljuka    | Sprint na 10 km | 3.     | 1+0   | 28:52.4 min | +42.4 s | Iwan Czeriezow |